# 静岡県道262号豊田竜洋線
静岡県道262号豊田竜洋線（しずおかけんどう262ごう とよだりゅうようせん）は、静岡県磐田市を通る一般県道である。

## 概要

### 路線データ
- 陸上距離 : 9.3km
- 起点 : 静岡県磐田市加茂（静岡県道44号磐田天竜線交点）
- 終点 : 静岡県磐田市岡（国道150号交点）

## 特徴
磐田バイパスの小立野IC交差点と静岡県道413号磐田袋井線の池田入口交差点、静岡県道261号磐田細江線長森交差点では赤信号の時間が長く、逆に青信号の時間が極端に短いため混雑することが多く流れが悪い。
池田入口交差点はかつては竜洋方面側の信号では信号に関係なく左折できたが、現在は信号機に右折矢印が設置され、右矢印点灯時は左矢印は点灯しないため左折できない。そのため、左折帯に停止線が引かれてる。
この交差点で車が常時左折可能だった頃は、歩行者や自転車が渡りにくかったり、流れが滞ったりしたが、歩道橋が設置された。現在は横断歩道と歩行者用信号はなくなっている。
たまに磐田警察が付近で浜松バイパスの速度違反取り締まりをやっていることがある。
小立野IC交差点は時差式である（池田・加茂方面行きが後発式:青延長型）。
小立野IC交差点と、池田入口交差点の信号機は、LED式である。
磐田市森本にある東海道本線のガードは、高さ制限が3.4mである（予告看板あり）。かつて（1990年代まで）は高さ制限が3.45mと表示されていた（ガードの高さは変わっていない）。
磐田市（旧竜洋町）堀之内にある常楽寺付近の交差点は、交差点整形工事により、それまではそのまままっすぐ突き進む方式から交差点を曲がって進む方式に変わった。また、現在交差する市道の延伸工事が行われている。

## 通過する自治体
- 静岡県
  - 磐田市

## 主な接続路線
起点から順に
- 静岡県道44号磐田天竜線
- 磐田バイパス（小立野IC・浜松方面のみ）
- 静岡県道413号磐田袋井線(旧国道1号)（磐田バイパス小立野IC交差点 - 池田入口交差点は重複区間）
- 静岡県道261号磐田細江線
- 静岡県道259号磐田竜洋線
- 国道150号